# 宇城市立松橋中学校
宇城市立松橋中学校（うきしりつ まつばせちゅうがっこう）は、熊本県宇城市松橋町松橋にある公立中学校である。

## 概要

### 沿革
- 1947年（昭和22年） - 松橋中学校・当尾中学校・豊福中学校・豊川中学校設置
- 1950年（昭和25年） - 松橋町外二ヵ村中学校組合立下益城西部中学校（松橋・当尾・豊福）発足
- 1954年（昭和29年） - 町村合併により松橋町立下益城西部中学校、松橋町立豊川中学校と改称
- 1971年（昭和46年） - 下益城西部中学校、豊川中学校が統合し松橋町立松橋中学校発足
- 2005年（平成17年） - 町村合併により宇城市立松橋中学校と改称

## 部活動

### 運動系
- サッカー部
- 野球部
- バレーボール部
- ソフトテニス部
- 体操部
- 卓球部
- 陸上部
- ハンドボール部
- バドミントン部
- バレーボール部
- ソフトボール部
- 柔道部
- 剣道部
- バスケットボール部

### 文化系
- 吹奏楽部
- 美術部

## 出身者
- 緒方亜香里 - 柔道家

## 関係機関
- 宇城市立松橋小学校
- 宇城市立当尾小学校
- 宇城市立豊福小学校
- 宇城市立豊川小学校